# 森安重勝
森安 重勝（もりやす しげかつ、1937年7月9日 - 1984年1月21日）は、香川県坂出市出身の騎手。実兄はナスノコトブキで菊花賞を、ニットエイトで天皇賞（秋）を制した森安弘明（騎手・調教師）。

## 人物
1956年9月8日の東京第1競走3歳未勝利・メモリー（13頭中13着）でデビューし、10月7日の東京第4競走4歳以上40万下・ラントウで初勝利を挙げる。同期には矢野進、増沢末夫らが、課程違いの同年デビューに池江泰郎、武邦彦（池江と武は直接厩舎に入って騎手見習生であった）らがいる。関東競馬界の名門・尾形藤吉に師事したが、兄弟子に戦前から主戦を張っていた大騎手・保田隆芳が、弟弟子には後年尾形厩舎の主戦騎手となる伊藤正徳がいたこともあり、現役時代は必ずしも騎乗馬には恵まれなかった。さらに減量に苦しむ体質で、軽い斤量のレースには苦労していた。当時は馬齢で52kgの設定があったが、しばしば52.5kgで騎乗した。1960年には全国リーディング5位（自身最高順位）に入っている（41勝）
1962年にはコレヒサで東京優駿に出走し、11番人気ながら皐月賞馬ヤマノオーと同着の2着に入る。
1963年のアメリカジョッキークラブカップでフエアーウイン・タカマガハラを破ると、天皇賞（春）ではリユウフオーレルを破って制覇。同年にはメイズイで皐月賞・東京優駿の二冠を制すが、三冠が掛かった菊花賞でコウライオーの挑発に暴走してしまった。腕に自信があったタイプの森安は、菊花賞数日前のインタビューで「敵はレコードタイムだけだね」と豪語し、これをコウライオー騎乗の浅見国一が快く思うはずもなく、メイズイが暴走するように先手争いを仕掛けた部分もあった。レースは同厩のグレートヨルカが優勝したが、グレートヨルカの鞍上であった保田にレースが終わるなり相当ひどく叱られたというエピソードがある。実際、表彰式の保田に笑顔はなかった。後に「三冠達成のプレッシャーに押し潰されないために強気の態度を取らざるを得なかった」ことが判明し、事実、森安はプレッシャーのためにレース後体調を崩し入院している。菊花賞前日には厩舎入口すぐのところに一人で縁側のような一尺ばかり出ている板に腰掛け、リンゴを丸かじりしていた。その様子を中継で京都入りしていた小林皓正（当時・日本短波放送アナウンサー）と小堀孝二（当時・日本経済新聞記者）は目撃しているが、小林は「声をかける雰囲気ではなかったが、緊張感は無く、なにかシラッとした雰囲気であった。」と振り返っている。小林は森安と話をした記憶は無く、小堀もほとんど喋らなかった。その時にメイズイを見たのかどうかも覚えていなかった。浅見はレース前に手元にあったリンゴをかじったあとで、すぐに別のリンゴをかじるなど、普段では考えられない仕草を目撃し、極度の緊張状態に陥っている事を見抜いていた。
クラシックには滅法強く、1969年にはワイルドモアで皐月賞を見事に逃げ切る。同馬はレース後に骨折が判明しダービーには不出場になるが、代役馬としてハクエイホウで土砂降りのダービーを逃げまくり、ダイシンボルガード・ミノルに僅かに遅れて3着であった。この年の尾形厩舎にはワイルドモア・ミノル・ハクエイホウ・メジロアサマと実力馬4頭「尾形四天王」が存在し4頭全てが重賞勝ちを記録したが、森安もこの頃が絶頂期であった。1969年にはシャダイターキン、1970年には関西馬ジュピックで2年連続オークス制覇を果たした。
1964年7月31日に福島市の県道で酒を飲んでダービーの副賞として貰った愛車を運転中に、自転車に乗っていた当時14歳の少年をはねて即死させたことにより、騎手免許を自主返上。後に再取得するが、騎手を引退するまでの15年間は糖尿病との闘いでもあった。
病気の影響から、1970年代前半からは騎乗馬が減り、森安の大ファンで当時は一流の競馬評論を展開していた大橋巨泉が、尾形への公開質問を日刊スポーツ紙上に発表していた。その後は1972年にギャラントモアでダービー卿チャレンジトロフィー2着、ニシキエースで1976年の安田記念、1978年の新潟ステークス優勝など、往年の逃げ馬を御す技術で玄人を唸らせた。また、1978年7月1日の中山第4競走4歳未勝利・ニシノグリーンでダート1000m戦58秒4のレコードを樹立したが、この記録はダートの当該距離のレースが行われていない為、現在まで破られない記録として残っている。
晩年は尾形盛次厩舎に所属したが、糖尿病の悪化により視力の低下が進み、1980年の七夕賞・サクラエイリュウが最後の勝利となり、1981年5月に同馬に騎乗した新潟大賞典を最後にレース騎乗から遠ざかる。1983年度の騎手免許試験の手続きをせず、同年2月をもって引退。調教師試験も受けていたが、1984年にガンのため死去。通算成績は3678戦543勝。最高年間勝利数45。

## 通算成績（中央競馬）
| 通算成績 | 1着 | 2着 | 3着 | 4着以下 | 騎乗回数 | 勝率 | 連対率 |
| -------- | --- | --- | --- | ------- | -------- | ---- | ------ |
| 平地     | 519 | 427 | 375 | 2264    | 3577     | .145 | .264   |
| 障害     | 24  | 10  | 18  | 41      | 101      | .238 | .337   |
| 計       | 543 | 437 | 393 | 2305    | 3678     | .148 | .266   |

- 重賞通算26勝

### 主な騎乗馬
- ハローモア（1960年中山記念）
- コレヒサ（1962年京都杯、1963年天皇賞 (春)・アメリカジョッキークラブカップ）
- メイズイ（1963年皐月賞・東京優駿・スプリングステークス）
- ハツライオー（1965年札幌記念）
- キクノスズラン（1965年クイーンステークス・セントライト記念）
- アサデンコウ（1967年弥生賞）
- メジロサンマン（1967年目黒記念 (秋)）
- ニウオンワード（1968年アメリカジョッキークラブカップ・ステイヤーズステークス）
- ワイルドモア（1969年皐月賞・弥生賞・スプリングステークス）
- シャダイターキン（1969年優駿牝馬）
- ジュピック（1970年優駿牝馬）
- ノボルトウコウ（1972年スプリンターズステークス）
- ニシキエース（1976年安田記念・関屋記念、1978年新潟ステークス）
- ラッキーウエスト（1978年新潟記念）
- サクラエイリュウ（1979年ステイヤーズステークス、1980年七夕賞）

その他
- グレートヨルカ
- ハクズイコウ
- ハクエイホウ
- トーヨーアサヒ
- ハクホオショウ
- ハスラー
- ラッキールーラ